# دانشگاه کامرون
دانشگاه کامرون (انگلیسی: Cameron University) دانشگاه دولتی آمریکایی است، که در شهر لتن، اکلاهما مستقر می‌باشد.